# Juanpe Ramírez
Juan Pedro Ramírez López (Las Palmas, 30 de maio de 1991), mais conhecido como Juanpe, é um futebolista espanhol que atua como zagueiro. Atualmente, defende o Girona.

## Carreira
Juanpe começou a carreira no Las Palmas.

## Títulos
Girona
- Supercopa da Catalunha: 2019[1]